# Jérémy Lelièvre

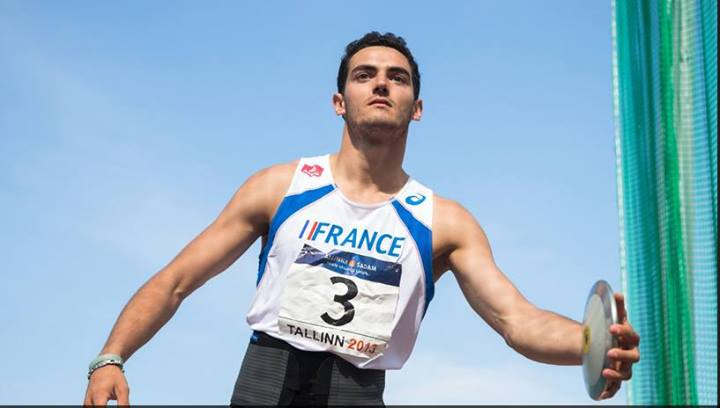
Jérémy Lelièvre beim Diskuswurf

Jérémy Lelièvre (* 8. Februar 1991) ist ein französischer Leichtathlet, der sich auf den Freiluft-Zehnkampf und den Hallen-Siebenkampf spezialisiert hat. Im Zehnkampf konnte er einmal französischer Meister werden und im Siebenkampf zweimal.

## Karriere
Den besten Siebenkampf seiner Karriere absolvierte er am 7. und 8. Juli 2012 bei den französischen U23-Meisterschaften in Aubagne. Den Wettkampf beendete er mit 7911 Punkten und sicherte sich damit den Titel. Zudem sind die 7911 Punkte seine persönliche Bestleistung.
Am 16. und 17. Februar 2013 nahm er in Aubière an den französischen Hallenmeisterschaften im Siebenkampf teil. Mit 5997 Punkten stellte er nicht nur eine persönliche Bestleistung auf, sondern sicherte sich auch den französischen Meistertitel im Hallen-Siebenkampf und qualifizierte sich für die Halleneuropameisterschaften 2013 in Göteborg. Am 2. und 3. März konnte er nicht an die guten Leistungen bei den französischen Meisterschaften anknüpfen und sammelte nur 5112 Punkte. Damit belegte er in der Gesamtwertung den 12. Platz.
Für Frankreich durfte er an der Universiade 2015 in Gwangju teilnehmen und startete am 8. und 9. Juli im Zehnkampf. Den Wettbewerb beendete er mit 7593 Punkten, und im Kugelstoßen stellte er mit 15,21 Metern eine neue persönliche Bestleistung auf. Mit den 7593 Punkten verpasste er knapp eine Medaille und musste sich mit dem vierten Platz begnügen. Drei Jahre nach seinem ersten Titel sicherte er sich erneut in Aubière am 27. und 28. Februar den französischen Meistertitel im Hallen-Siebenkampf. Mit 5965 Punkten blieb er knapp unter seiner Bestleistung aus dem Jahr 2013.
Ein Jahr später konnte er erstmals einen französischen Meistertitel im Zehnkampf gewinnen. Beim Zehnkampf am 14. und 15. Juni 2017 in Marseille siegte er mit 7843 Punkten. Zudem stellte er mit 7,54 Metern eine neue persönliche Bestleistung im Weitsprung auf. Zum zweiten Mal nach 2015 nahm er auch 2017 an der Universiade teil. Bei der Sommer-Universiade 2017 in Taipeh startete er am 24. und 25. August im Zehnkampf. Mit 7387 Punkten konnte er nicht die Leistungen aus der französischen Meisterschaft bestätigen und belegte im Gesamtergebnis nur den siebten Platz.

## Bestleistungen
| 100 m          | 10,83 s     | 10. Mai 2014    | Nizza      |
| Weitsprung     | 7,54 m      | 14. Juni 2017   | Marseille  |
| Kugelstoßen    | 15,21 m     | 8. Juli 2015    | Gwangju    |
| Hochsprung     | 1,93 m      | 24. August 2013 | Arles      |
| 400 m          | 47,83 s     | 29. Juni 2013   | Tallinn    |
| 110 m Hürden   | 14,48 s     | 6. Juli 2014    | Toruń      |
| Diskuswurf     | 44.37       | 30. Juni 2013   | Tallinn    |
| Stabhochsprung | 4,75 m      | 17. Juni 2017   | Lillebonne |
| Speerwurf      | 59,69 m     | 22. Juni 2013   | Lillebonne |
| 1500 m         | 4:21,80 min | 2. Juli 2013    | Tallinn    |
| Zehnkampf      | 7911 Punkte | 8. Juli 2012    | Aubagne    |